# Dólar antártico
El dólar antártico (Antarctican dollar) es un objeto coleccionable producido por la compañía Antarctica Overseas Exchange Office Ltd., con el aspecto de billetes de banco nacionales supuestamente para ser usados en el continente antártico. Estos billetes no son de curso legal en la Antártida, ni en ningún país, si bien la compañía emisora promete rescatarlos "a su valor nominal durante todo su período de validez".
Antarctica Overseas Exchange Office sostiene que usa una parte de todo lo recaudado por la venta de dólares antárticos para contribuir con organizaciones que procuran llevar a cabo proyectos de investigación y humanitarios en la región antártica.

## Remesas

### Serie de 2007
Dos tipos de billetes de 1 dólar; La remesa general el 1 de marzo de 2007, y la remesa conmemorativa del 23 de noviembre de 2007 señalando el hundimiento del buque antártico "M/S Explorer".
Billetes de 2 dólares del 30 de julio de 2007.
Billetes de 3 dólares con la remesa general del 1 de marzo de 2007 y la remesa conmemorativa del 14 de diciembre de 2007 señalando el año internacional polar 2007-2008.
Estas remesas expiran el 31/12/2012.

### Serie de 2008
Son lanzados en polímero de 1, 2, 3, 5, y 20 dólares.
Los billetes de 50 y 100 empiezan a ser diseñados para su lanzamiento en 2010.
La remesa de billetes de 1, 2, 3, y 5 dólares expira el 31/12/2012.
La remesa de billetes de 20 dólares expira el 31/12/2013.
A 1 de noviembre de 2009 aun ninguna remesa de billetes de 50 ni de 100 ha sido puesta en circulación.

### Serie de 2009
La primera remesa de billetes de 10 dólares se produce el 29 de marzo de 2009 y expira en 2016.
La remesa de billetes de 10 dólares de 2001 expira el 31/12/2010.